# Steremniodes sciactis
Steremniodes sciactis är en fjärilsart som beskrevs av Edward Meyrick 1923. Steremniodes sciactis ingår i släktet Steremniodes och familjen stävmalar. Inga underarter finns listade i Catalogue of Life.